# Vrinnevi distrikt
Vrinnevi distrikt är ett distrikt i Norrköpings kommun och Östergötlands län. 
Distriktet ligger i södra Norrköping. 

## Tidigare administrativ tillhörighet
Distriktet inrättades 2016 och utgörs av en del av området som till 1971 utgjorde Norrköpings stad i en del av det område som före 1918 utgjorde Sankt Johannes socken, en del av det område som före 1936 utgjorde Borgs socken samt en del av det område som intill 1952 utgjorde Tingstads socken.
Området motsvarar den omfattning Vrinnevi församling hade 1999/2000 och fick 1992 efter utbrytning ur Norrköpings Borgs församling, Norrköpings Sankt Johannes församling och Tingstads församling.